# Макдональд (округ, Міссурі)
Шаблон:StateAbbr_ 36°37′ пн. ш. 94°21′ зх. д. / 36.62° пн. ш. 94.35° зх. д.
Округ Макдональд (англ. McDonald County) — округ (графство) у штаті Міссурі, США. Ідентифікатор округу 29119.

## Історія
Округ утворений 1849 року.

## Демографія
За даними перепису
2000 року
загальне населення округу становило 21681 осіб, усе сільське.
Серед мешканців округу чоловіків було 10980, а жінок — 10701. В окрузі було 8113 домогосподарства, 5867 родин, які мешкали в 9287 будинках.
Середній розмір родини становив 3,11.
Віковий розподіл населення поданий у таблиці:
| Стать    | До 15 років | 15-21 | 22-29 | 30-39 | 40-49 | 50-65 | 65-85 | Понад 85 |
| -------- | ----------- | ----- | ----- | ----- | ----- | ----- | ----- | -------- |
| Чоловіки | 2762        | 1093  | 1099  | 1675  | 1508  | 1748  | 1005  | 90       |
| Жінки    | 2495        | 1017  | 1043  | 1582  | 1484  | 1735  | 1148  | 197      |

## Суміжні округи
- Ньютон — північ
- Баррі — схід
- Бентон, Арканзас — південь
- Делавер, Оклахома — захід
- Оттава, Оклахома — північний захід

## Виноски
1. ↑  U.S. Decennial Census. United States Census Bureau. Архів оригіналу за 26 квітня 2015. Процитовано 16 листопада 2014.
2. ↑  Historical Census Browser. University of Virginia Library. Архів оригіналу за 11 серпня 2012. Процитовано 16 листопада 2014.
3. ↑  Population of Counties by Decennial Census: 1900 to 1990. United States Census Bureau. Архів оригіналу за 3 грудня 2014. Процитовано 16 листопада 2014.
4. ↑  Census 2000 PHC-T-4. Ranking Tables for Counties: 1990 and 2000 (PDF). United States Census Bureau. Архів оригіналу (PDF) за 18 грудня 2014. Процитовано 16 листопада 2014.
5. ↑  State & County QuickFacts. United States Census Bureau. Архів оригіналу за 7 червня 2011. Процитовано 10 вересня 2013.(англ.) Наведено за англійською вікіпедією.
6. ↑  American FactFinder. Бюро перепису населення США. Архів оригіналу за 26 лютого 2012. Процитовано 31 січня 2008.

| США | Це незавершена стаття з географії США. Ви можете допомогти проєкту, виправивши або дописавши її. |